# 朝阳街街道
朝阳街街道，是中华人民共和国湖南省长沙市芙蓉区下辖的一个乡镇级行政单位。

## 行政区划
朝阳街街道下辖以下地区：
朝阳社区、五一东村社区、向韶社区、二里牌社区、人民新村社区和曙光社区。